# Gan Szemu’el
Gan Szemu’el (hebr. גן שמואל) – kibuc położony w Samorządzie Regionu Menasze, w dystrykcie Hajfa, w Izraelu. Członek Ruchu Kibucowego (Ha-Tenu’a ha-Kibbucit).

## Położenie
Leży na południe od masywu Góry Karmel, w pobliżu miasta Hadera.

## Historia
Kibuc został założony w 1913 roku i nazwany na cześć rabina Samuela Mohylewera.

## Gospodarka
Gospodarka kibucu opiera się na intensywnym rolnictwie.